# Lowbrow
La Lowbrow, o anche Arte Lowbrow, è un movimento culturale delle Arti visive che sorse a Los Angeles sul finire degli anni '70. Appartenente alle arti popolari, questo movimento ebbe le sue radici culturali nel fumetto underground, nella musica punk rock e nelle culture hot-rod e di strada. La Lowbrow art è conosciuta anche con il nome di Pop Surrealismo o Pop Surrealism. Gli autori di Arte Lowbrow adottano spesso toni umoristici nelle loro opere.
Se è vero che uno dei mezzi privilegiati della Lowbrow è la pittura, molti autori di questo ambito artistico hanno realizzato opere di scultura, arte digitale, fino al design di giocattoli.

## Storia del movimento
Alcuni dei primi artisti che iniziarono a creare opere, che in seguito furono definite come "Arte Lowbrow" furono cartonisti come Robert Williams e Gary Panter. Le prime esposizioni furono organizzate in gallerie alternative di New York e Los Angeles: La Psychedelic Solutions Gallery fu fondata da Jacaeber Kastor nel Greenwich Village a New York City, mentre La Luz de Jesus di Billy Shire e la 01 gallery di John Pochna nacquero ad Hollywood. Altre Gallerie impegnate nella diffusione della Lowbrow sono la Julie Rico Gallery e la Bess Cutler Gallery, mentre la voce critica e di diffusione del movimento è ancora oggi il magazine Juxtapoz, fondato da Robert Williams nel 1994. È proprio su questa rivista che Williams conia il termine "Lowbrow" in un articolo del febbraio 2006, dando così il nome al movimento precedentemente chiamato Pop Surrealism.
Il termine “lowbrow” scelto da Williams per definire il movimento, è volutamente auto-denigratorio e nasce in opposizione all’aggettivo “highbrow”: cultura alta, intellettuale.

## L'arte Lowbrow in Italia
Fra le prime gallerie che iniziarono ad occuparsi di Lowbrow art in Italia vi fu la bolognese Mondo Bizzarro Gallery di Alessandro Papa e Gloria Bazocchi, che iniziò la sua attività come libreria underground nel 1995, per poi trasformarsi sul finire degli anni '90 in una delle gallerie più attive nell'importazione di artisti americani riconducibili a questo movimento. Nel settembre del 2004 la galleria si sposta a Roma, nei pressi del MACRO. Molti sono i nomi di rilievo portati per la prima volta da loro in Italia, e fra questi Mark Ryden, Ray Caesar, Marion Peck, Audrey Kawasaki, Amy Sol, Camille Rose Garcìa, Todd Schorr Altra galleria di rilievo è poi la romana Dorothy Circus Gallery diretta da Alexandra Mazzanti. Nel 2010, presso il Museo Carandente di Spoleto, Alexandra Mazzanti cura una delle più complete mostre italiane su questo movimento, dal titolo Pop Surrealism: What a WonderFool world, radunando gran parte degli artisti americani ed europei. Due gli italiani presenti nell'esposizione: Nicoletta Ceccoli e Niba. Nel luglio del 2012 Alexandra Mazzanti insieme ad Alessandro Icardi cura la mostra Pop Surrealism - Stay Foolish presso il Museo Casa del Conte Verde di Torino.

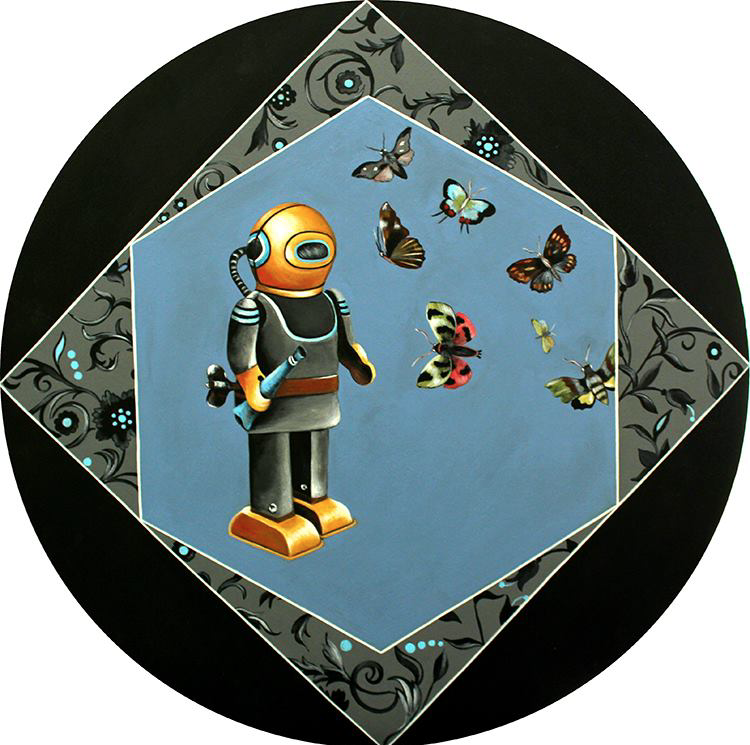
Un acrilico su tavola di Emma Anticoli Borza esposta al Micro Arti Visive (Roma) in una mostra dedicata alla Lowbrow Art, a cura di Paola Valori

Nel 2016 a Roma lo spazio Micro Arti Visive presenta il lavoro di Emma Anticoli Borza e di Pietro Otello Romano con due eventi curati da Paola Valori, talent scout della cultura underground, del linguaggio pop e dei fumetti.